# Новохмелёвка
Новохмелёвка — село в Кытмановском районе Алтайского края России. Входит в состав Семёно-Красиловского сельсовета.

## География
Село находится в северо-восточной части района, на берегах реки Хмелёвка. Абсолютная высота — 221 м над уровнем моря.

## История
Основано в 1854 году. 
В 1926 году в селе имелось 228 хозяйства и проживало 1479 человек (710 мужчин и 769 женщин), действовали школа I ступени и лавка общества потребителей. В административном отношении являлось центром Ново-Хмелёвского сельсовета Верх-Чумышского района Барнаульского округа Сибирского края.

## Население
| 1926 | 1997 | 1998 | 1999 | 2000 | 2001 | 2002 | 2003 | 2004 | 2005 |
| ---- | ---- | ---- | ---- | ---- | ---- | ---- | ---- | ---- | ---- |
| 1479 | ↘287 | ↘267 | ↘263 | ↘243 | ↘241 | ↘213 | ↘198 | ↘183 | ↘169 |
| 2006 | 2007 | 2008 | 2009 | 2010 | 2011 | 2012 | 2013 |      |      |
| ↘146 | ↘135 | ↘123 | ↘112 | ↘109 | ↘108 | ↗109 | ↘100 |      |      |

### Национальный состав
В 1926 году  преобладали русские. 
Согласно результатам переписи 2002 года, в национальной структуре населения русские составляли 98 %.

## Известные уроженцы
- Морозов, Григорий Сергеевич (1902—1984) — советский военнослужащий, старший сержант. Полный кавалер Ордена Славы.

## Инфраструктура
Личное подсобное хозяйство с зоной сельскохозяйственного использования, индивидуальная застройка усадебного типа. В 1926 году в селе имелось 228 хозяйства. 
Основа экономики — сельское хозяйство.

## Транспорт
Село доступно автотранспортом.  